# Barnavirus
A Barnavirus a vírusok egyik neme, a Barnaviridae család egyetlen tagja. Egy faja ismert, a termesztett kétspórás csiperkét (Agaricus bisporus) megtámadó gomba bacilliform vírus.

## Felfedezése
1948-ban az amerikai Pennsylvaniában a termesztett csiperke egy új betegsége ütötte fel a fejét, amely lassú micéliumnövekedéssel és apró kalappal járt, amitől a gombák dobverőszerű formát vettek fel. A kórt La France-betegségnek nevezték el és 1962-ben háromféle vírusrészecskét mutattak ki a beteg gombákból. A kétféle, gömb alakú vírus volt a La France-vírus, míg a harmadik, bacilus alakú a gomba bacilliform vírus. Utóbbi a mai napig ismert egyetlen barnavírus.

## Biológiája
A barnavírus sejten kívüli formája (virionja) megnyúlt, bacilus-szerű, 50 nanométer hosszú és 20 nm széles, ikozaéderes szimmetriájú. Lipidburokkal nem rendelkezik. A kapszid 240 darab, 22 kilodalton súlyú proteinből épül fel. A virion tömegének mintegy 20%-át teszi ki a lineáris, egyszálú (+) szenzitású RNS-genom, amely 4009 bázisnyi hosszúságú.
A genom négy nagy és három kisebb, egymással átfedő gént (nyitott leolvasási keretet, ORF-et) tartalmaz, utóbbiakról nem biztos, hogy készül fehérjetermék. Az ORF2-nek van egy fehérjevágó aktivitása, feltehetően saját magát vágja funkcionális darabokra. Egyik funkciója a genommásolás elindítása. Az ORF3 egy RNS-függő RNS-polimeráz, vagyis a vírusgenom másolását végzi. Az ORF4 a kapszidprotein génje, sajátossága, hogy a genomon kívül rövid RNS-szakaszokon, több példányban megtalálható. A többi gén szerepe ismeretlen.

### Életciklusa
A barnavírusok a gazdasejt citoplazmájában szaporodnak. A gombasejtbe való behatolás után a kapszid szétesik, az RNS-genom bejut a citoplazmába. A genom közvetlenül alkalmas arra, hogy fehérjék készüljenek róla (+ szenzitás). Először az RNS-másoló enzimek készülnek el, amelyek nagy mennyiségben másolni kezdik a vírusgenomot egy kettős szálú RNS átmeneti forma segítségével. A fertőzés későbbi szakaszában gyártja a vírus a kapszidfehérjéket, amelyekből összeállnak majd az új virionok. 